# Embeth Davidtz

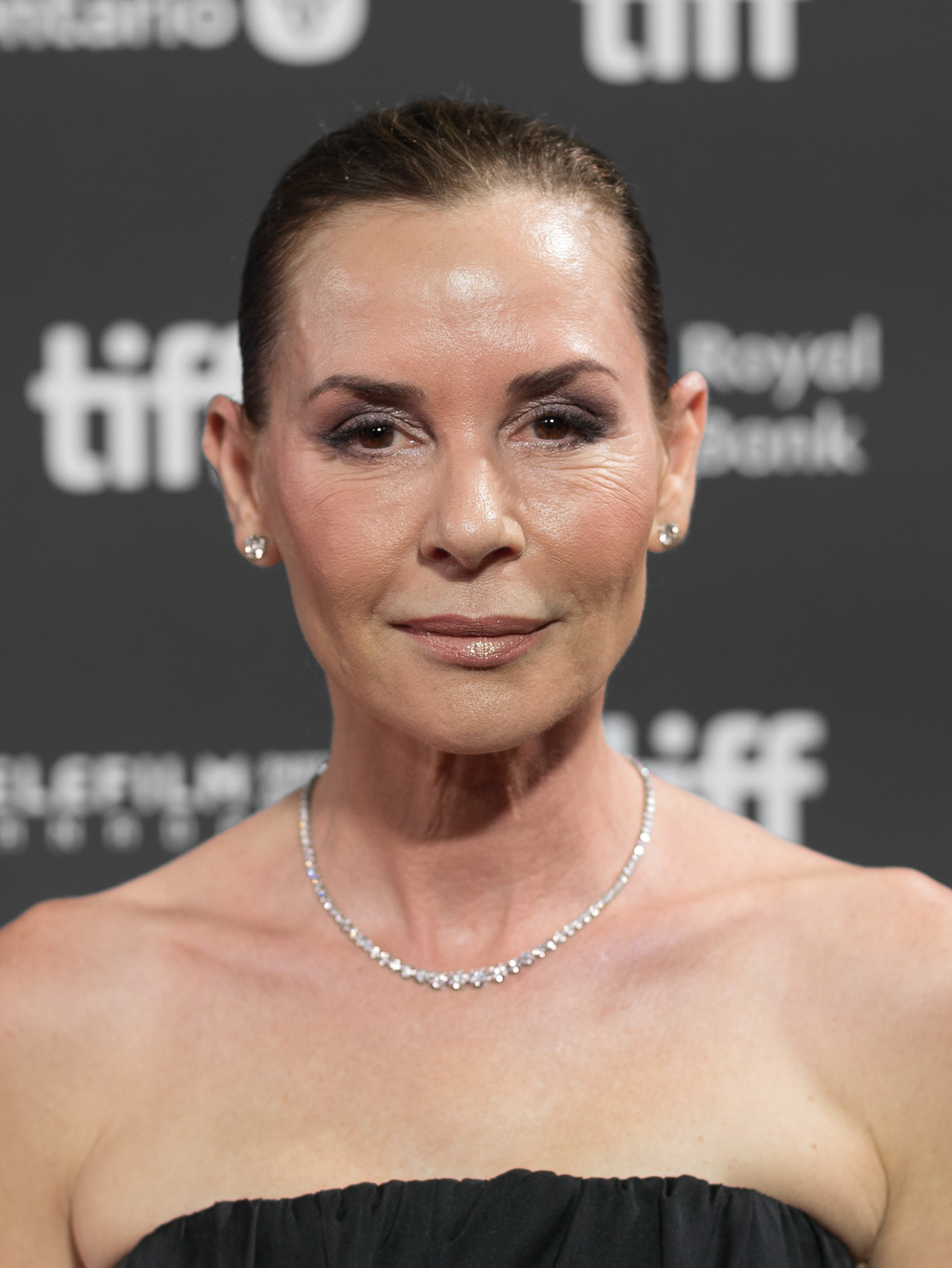
Embeth Davidtz (2024)

Embeth Jean Davidtz (* 11. August 1965 in Lafayette, Indiana) ist eine US-amerikanische Film- und Theaterschauspielerin.

## Leben und Karriere
Davidtz wurde als Tochter weißer südafrikanischer Eltern in Indiana geboren, wo ihr Vater an der Purdue University studierte. Im Alter von neun Jahren zog sie mit ihren Eltern nach Südafrika, wuchs dort heran und studierte an der Rhodes University in Grahamstown. Ihr Theaterdebüt als Julia in Romeo und Julia erhielt gute Kritiken. Nach ihrer Rückkehr in die Vereinigten Staaten ließ sie sich in Los Angeles nieder und begann, in kleinen NBC-Filmen mitzuwirken. Ihre wohl bekannteste Rolle – gleichzeitig ihr Durchbruch – war 1993 die der Jüdin Helene Hirsch in Steven Spielbergs Holocaustdrama Schindlers Liste. Weitere Auftritte vor größerem Publikum hatte sie als freundliche Lehrerin Miss Honey in der Komödie Matilda und an der Seite von Robin Williams und Sam Neill in Der 200 Jahre Mann. In der Fernsehserie Mad Men hatte sie zwischen 2009 und 2012 eine wiederkehrende Nebenrolle als Rebecca Pryce. 2016 spielte sie in sieben Folgen der Anwaltsserie Ray Donovan die Figur der Sonia Kovitzky. Davidtz gab mit Don’t Let’s Go to the Dogs Tonight (2024) ihr Regiedebüt, außerdem trat sie hier erstmals als Drehbuchautorin in Erscheinung.
Davidtz ist seit dem 22. Juni 2002 verheiratet und hat mit ihrem Ehemann Jason Sloane zwei Kinder.

## Filmografie
- 1989: Mutator
- 1989: Screen Two (Fernsehserie, eine Folge)
- 1990: Die Mördergrube (Sweet Murder)
- 1991: Nag van die 19de
- 1992: Blut auf seidener Haut (Deadly Matrimony, Fernsehfilm)
- 1992: Scheidung per Mord (Till Death Us Do Part, Fernsehfilm)
- 1992: Armee der Finsternis (Army of Darkness)
- 1993: Schindlers Liste (Schindler’s List)
- 1995: Eine Sommernachtsliebe (Feast of July)
- 1995: Murder in the First
- 1996: Matilda
- 1997: Geiseln der Verdammnis (The Garden of Redemption, Fernsehfilm)
- 1998: Dämon – Trau keiner Seele (Fallen)
- 1998: The Gingerbread Man
- 1999: Simon Magus
- 1999: Last Rites – Sakramente für einen Mörder (Last Rites, Fernsehfilm)
- 1999: Mansfield Park
- 1999: Der 200 Jahre Mann (Bicentennial Man)
- 2001: Bridget Jones – Schokolade zum Frühstück (Bridget Jones’s Diary)
- 2001: The Hole
- 2001: 13 Geister (Thir13en Ghosts)
- 2001: Citizen Baines (Fernsehserie, sieben Folgen)
- 2002: Ernest Shackleton (Shackleton, Miniserie)
- 2002: Club der Cäsaren (The Emperor’s Club)
- 2004: Scrubs – Die Anfänger (Scrubs, Fernsehserie, Folge 3x15)
- 2005: Junikäfer (Junebug)
- 2006/2019: Grey’s Anatomy (Fernsehserie, 2 Folgen)
- 2007: Das perfekte Verbrechen (Fracture)
- 2008: In Treatment – Der Therapeut (In Treatment, Fernsehserie, 8 Folgen)
- 2008: Winged Creatures
- 2009: Californication (Fernsehserie, 10 Folgen)
- 2009–2012: Mad Men (Fernsehserie, acht Folgen)
- 2010: 3 Backyards
- 2011: Verblendung (The Girl with the Dragon Tattoo)
- 2012: The Amazing Spider-Man
- 2013: Europa Report
- 2013: Paranoia – Riskantes Spiel (Paranoia)
- 2014: The Amazing Spider-Man 2: Rise of Electro (The Amazing Spider-Man 2)
- 2015: The Secret Life of Marilyn Monroe (Miniserie)
- 2016: Ray Donovan (Fernsehserie, 7 Folgen)
- 2019: The Morning Show (Fernsehserie, 2 Folgen)
- 2021: Old
- 2021: Love, Victor (Fernsehserie, 1 Folge)
- 2022: Not Okay
- 2023: Retribution
- 2024: Don’t Let’s Go to the Dogs Tonight (auch Regie und Drehbuch)

## Auszeichnungen
- 2000: Blockbuster-Entertainment-Award-Nominierung für Der 200 Jahre Mann